# Гибель Мараварской роты
Гибель Мараварской роты 21 апреля 1985 — боестолкновение советских войск с афганскими моджахедами во время Афганской войны в апреле 1985 года.

## Неоднозначность названия события
Вопреки устоявшемуся в разных источниках названию события — оно не соответствует действительности, поскольку погибла треть личного состава роты. По штату на 1985 год, личный состав роты специального назначения насчитывал 85 человек. В указанный день погибло 29 человек.
Также вопреки часто встречаемому мнению в некоторых источниках утверждению, что формирование проводило учебный выход, следует отметить, что это неверная формулировка. Командование 334-го отдельного отряда проводило 21 апреля 1985 года боевой выход:

…Задача ставилась так, что даже офицеры батальона считали операцию скорее учебной, чем боевой…— «Мараварская» рота. 20 лет спустя

## Историческая справка
К началу 1984 года руководство ВС СССР принимает решение о создании приграничной зоны «Завеса», целью которого является уничтожение караванов, снабжающих афганских моджахедов оружием и боеприпасами, прибывающих из Пакистана и Ирана.
Для проведения операции в ДРА вводятся 2 отдельные бригады специального назначения (15-я (далее по тексту — 15-я обрспн) и 22-я отдельная бригада специального назначения), задачей которых является блокирование караванных путей на большом участке в приграничье у афгано-пакистанской границы и частично в южной части афгано-иранской границы. Для этого бригады были рассредоточены отдельными отрядами по приграничным провинциям.
27 марта 1985 года, менее чем за месяц до описываемых событий, в окрестности города Асадабад (административный центр провинции Кунар), где располагался небольшой советский гарнизон, представленный 2-м мотострелковым батальоном, 2-й гаубичной батареей и 2-й танковой ротой от 66-й отдельной мотострелковой бригады (далее по тексту — 66-я омсбр), был передислоцирован 334-й отдельный отряд специального назначения 15-й обрспн, который условно был назван 5-й отдельный мотострелковый батальон (далее по тексту — 5-й омсб или войсковая часть 83506).
5-й омсб был сформирован на базе 5-й отдельной бригады специального назначения, дислоцированной в г.Марьина Горка Минской области Белорусской ССР, БВО..

## Выход в рейд
19 апреля 1985 года командир 5-го омсб майор Виктор Терентьев с командирами рот и групп выехал на рекогносцировку в район н.п. Маравара. Данный населённый пункт находится в 3 км на северо-восток от Асадабада на восточном берегу реки Кунар. Ущелье, начинающееся от н.п. Маравара и протянувшееся на 10 км на юго-восток в направлении афгано-пакистанской границы, было названо советскими военнослужащими Мараварским ущельем.
По причине полного отсутствия боевого опыта как у командира 5-го омсб, так и у его подчинённых, рекогносцировка производилась без соблюдения скрытности, на господствующей высоте у входа в Мараварское ущелье, на виду у местных жителей, что в последующем окажется одной из причин трагедии.
Майор Терентьев принимает решение о совершении самостоятельного рейда для прочёсывания кишлака Сангам, находившегося в Мараварском ущелье, где по разведывательным данным по ночам противник выставлял сторожевой дозор в количестве 8-10 человек для прикрытия прохода по ущелью. По его мнению подобное боевое задание для его отряда против немногочисленного противника явилось бы своеобразным учебным занятием и быстро втянуло бы личный состав в боевую работу. Это был первый самостоятельный выход 5-го омсб после ввода в Афганистан и отношение к нему было как к учебному выходу.
В 20.00 20 апреля 5-й омсб, без штатной бронетехники, выдвинулся из Асадабада через паромную переправу на реке Кунар. Одновременно сводная группа бронетехники 5-го омсб выдвинулась в район н.п. Саркани в 10 км южнее г.Асадабад, имитируя отвлекающим манёвром совершение марша.
Майор Терентьев располагает свой командный пункт на той же высоте, с которой сутками ранее производил рекогносцировку. При прохождении возле командного пункта 1-й и 2-й роты он подзывает к себе командиров этих рот и объявляет об изменении боевой задачи: в случае отсутствия противника в н.п. Сангам следует также прочесать н.п. Даридам ( 34°52’22.20" с. ш., 71°12’55.00" в. д.). На общей постановке задач захват н.п. Даридам не обсуждался.
Начинается наступление 5-го омсб вглубь Мараварского ущелья. С господствующих высот по обеим сторонам ущелья 1-ю роту, продвигавшуюся по дну ущелья в юго-восточном направлении, должны были прикрывать 2-я и 3-я рота соответственно.
К 2.00 21 апреля 1-я рота, которой командовал капитан Николай Цебрук, вышла на западную окраину н.п. Сангам и прочесала его. Противника в кишлаке не оказалось.
Капитан Цебрук собирает офицеров и сообщает им о новом приказе майора Терентьева. По словам командира 5-го омсб в н.п. Даридам, располагавшемся на 2 км вглубь по ущелью, находился отряд моджахедов, в составе которого был американский военный инструктор, поэтому 1-й роте приказано прочесать этот кишлак и по возможности захватить иностранного инструктора.
2-я и 3-я рота остаются у н.п. Сангам. Далее к н.п. Даридам 1-я рота продвигается в одиночку.
Капитан Цебрук, осознавая рискованность выполнения данного командиром приказа, решает действовать на своё усмотрение:
- Для прочёсывания н.п. Даридам он отправляет 1-ю группу под командованием лейтенанта Николая Кузнецова, следом за ней выдвигается 2-я группа лейтенанта Александра Котенко.
- С целью обезопасить тылы 1-й и 2-й группы, капитан Цебрук размещает 3-ю группу лейтенанта Александра Кистеня в небольшом подворье на дороге между н.п. Сангам и Даридам.
- Для прикрытия 3-й группы сверху, на хребет с южной стороны отправляется 4-я группа капитана Сергея Тарана.

Ближе к 5.00 капитан Цебрук выходит на связь командирами 1-й и 2-й групп. Командир 2-й группы на вызов не ответил. Командир 1-й группы лейтенант Кузнецов доложил, что не наблюдает противника и заканчивает прочёсывание н.п. Даридам.

## Засада
По поводу причин, по которым 1-я рота попала в засаду, существуют две версии:
1. Распространённая в сети и в СМИ: Командир 1-й роты капитан Цебрук, поддавшись на провокацию, самостоятельно начинает преследование малочисленного противника, который его заманивает в окружение. Согласно словам командира 4-й группы Сергея Тарана, командир 1-й группы лейтенант Кузнецов заметил двух моджахедов, отступавших в сторону н.п. Нетав, находившегося восточнее н.п. Даридам. Кузнецов принимает решение их преследовать, о чём доложил по радиосвязи[2][4][9]. Но, согласно последовавшим далее событиям, моджахеды организовали засаду не на промежутке между н.п. Даридам и н.п. Нетав, а непосредственно в самом н.п. Даридам.
2. Версия от непосредственных участников событий, ветеранов 15-й обрспн, представленная в книге «15 бригада СПЕЦНАЗ: Люди и судьбы»: Командир 1-й роты действовал согласно уточнённому приказу командира 5-го омсб, который потребовал прочесать н.п. Даридам. Поиск противника в данном населённом пункте не включался в первоначально поставленную боевую задачу, и вопросы, связанные с дальнейшими действиями в случае изменения обстановки, не были отработаны.

Кишлак Даридам представлял собой брошенное, относительно крупное поселение, расположенное на северной стороне Мараварского ущелья. Две разведывательные группы общей численностью немногим более 20 бойцов не в состоянии были контролировать данное поселение.
При продвижении через селение 1-й и 2-й групп моджахеды наблюдали за ними, скрытно расположившись на склонах ущелья. После того, как разведчики закончили прочёсывание и решили возвращаться назад, одна часть моджахедов спустилась со склона в кишлак и ударила в спину отходящим разведчикам, а вторая часть моджахедов, обойдя кишлак с южной стороны, закрыла путь отступления в направлении н.п. Сангам.

## Бой
К 5.00 на окраине кишлака Даридам в бой вступила 1-я группа Николая Кузнецова, следом 2-я группа Александра Котенко. Капитан Цебрук, услышав выстрелы, принимает решение: взяв с собой 4 бойцов, продвигаться к н.п. Даридам.
В радиоэфир выходит капитан Цебрук и просит командира 5-го омсб о подкреплении. Вскоре капитан Цебрук был убит в самом начале завязавшегося боя.
Командир 3-й группы лейтенант Кистень без приказа командира роты покидает назначенную ему позицию и, поднявшись на склон, начинает продвижение к н.п. Даридам. Командир 4-й группы капитан Таран принимает аналогичное решение и, прикрывая сверху 3-ю группу, продвигается к н.п. Даридам по хребту.
Окружённые в кишлаке бойцы 1-й и 2-й групп принимают решение прорываться в направлении н.п. Сангам и натыкаются на позиции моджахедов, перекрывших дорогу в западном направлении. Бойцы 3-й группы сверху замечают позиции противника, заблокировавшего дорогу, и пытаются их уничтожить. Противник, воспользовавшись крутизной склона, на которой находится 3-я группа, уходит в недоступное для неё мёртвое пространство. Открывшая огонь 3-я группа обнаруживается противником и по ней открывается миномётный огонь, который её вынуждает постепенно отступать в направлении н.п. Сангам.
Заблокированные в кишлаке 1-я и 2-я группы из необстрелянных военнослужащих, методично уничтожаются более опытными моджахедами, имеющими численный перевес. В ходе неожиданного нападения из засады у неопытных военнослужащих наступает деморализация, которая не дала организовать какое-либо согласованное отступление:

…Расстреливали нас, как зайцев в тире. Рота на боевых выходах до этого не была. Боевого опыта не имела. Командиры все «зеленые». При команде «отходить» все стали отходить хаотично…— «Мараварская» рота. 20 лет спустя

…"Духи" отрезали оба взвода двойным кольцом и начали расстреливать ребят. Поднялась паника. Никто не знал, что делать…— «Мараварская» рота. 20 лет спустя
Смерть большинства окружённых разведчиков наступила не в результате пулевых и осколочных ранений, а от подрыва гранатами и минами:

…Позже замполит роты Игорь Семёнов подсчитает, что из всех павших в том бою семнадцать человек погибнут не от пуль, а взорвут себя сами от безысходности положения, в котором оказались…— 15 бригада СПЕЦНАЗ: Люди и судьбы. стр.233
.

К 11.00 бой в кишлаке Даридам заканчивается. 1-я и 2-я группа уничтожены. Из обеих групп из кишлака живыми удаётся вырваться только 6 бойцам.
3-я и 4-я группа с боями отходят к н.п. Сангам.
Майор Терентьев во избежание дальнейших потерь принимает решение оставить н.п. Сангам и отступить к н.п. Маравара.

## Подкрепление
После запроса Цебрука о подкреплении, майор Терентьев отдаёт приказ 2-й и 3-й роте о выдвижении в направлении н.п. Даридам, приказывает оперативно организовать сводную роту из оставшихся в дислокации 5-го омсб военнослужащих и срочно выдвигаться ей на бронетехнике в район н.п. Даридам. Также он обращается за помощью к командиру 2-го мсб 66-й омсбр за отправкой подкрепления и артиллерийской поддержкой. От мотострелков выделяется танковый взвод и по тревоге поднимается весь личный состав 2-го мсб, незадействованный в сторожевом охранении.

Поскольку цели и план совместных боевых действий с артиллеристами заблаговременно не были согласованы самим майором Терентьевым, то артиллерийская поддержка не оказалась эффективной.
Сводная рота, усиленная танками, для переправы через реку Кунар вынуждена была спускаться на 10 км на юг к мосту возле н.п. Наубад. В общей сложности ей требовалось преодолеть 23 километра по бездорожью. Учитывая подобные обстоятельства, к вступившим в бой ротам в скором времени смогла пробиться только 1 БМП-2, которая поддержала огнём отход 3-й и 4-й групп от н.п. Даридам.
Одновременно майор Терентьев поставил в известность командование 15-й обрспн о сложившейся тяжёлой ситуации. Командование бригады поднимает по тревоге 154-й ооспн (1-й омсб), который на вертолётах перебрасывается в н.п. Маравара на следующий день 22 апреля.
В свою очередь командование 66-й омсбр отправило на подмогу поднятый по тревоге десантно-штурмовой батальон, который на вертолётах прибыл к месту событий также на следующий день.
В сущности самостоятельный рейд одного только 5-го омсб в течение суток перерос в незапланированные боевые действия (поисково-спасательная операция), в которых участвовало уже 4 батальона.
Утром 22 апреля совместными действиями 4 батальонов (2-й мсб и дшб от 66-й омсбр, 1-й омсб и 5-й омсб от 15-й обрспн) были освобождены н.п. Сангам и н.п. Даридам и отбиты у противника тела всех павших разведчиков.
22 и 23 апреля 5-й омсб в ходе боевых действий потерял ещё 3 бойцов убитыми. У остальных трёх батальонов — потерь не было.
24 апреля было обнаружено тело последнего разведчика, который попал в руки моджахедов раненым и которого они пытались увести на территорию Пакистана.

## Итоги боестолкновения
В результате боевых действий в период с 21 по 23 апреля 5-й омсб потерял в общей сложности 32 человека убитыми. Из них 29 было потеряно 21 апреля при прочёсывании кишлака Даридам. По другой версии в бою 21 апреля потери составили 31 человек убитыми.
Командир 5-го омсб майор Терентьев попытался переложить всю вину в трагедии на убитого капитана Цебрука: якобы он самовольно решил продолжить продвижение вглубь ущелья и прочесать н.п. Даридам.
Против Терентьева свидетельствовал командир 2-й роты капитан Сергей Макаров, подтвердивший, что Цебрук получил устный приказ на дальнейшее продвижение от майора Терентьева.
Решением комиссии ТуркВО командир 5-го омсб майор Терентьев и его заместитель по политической части майор Елецкий были отстранены от занимаемых должностей и переведены в СССР с понижением в должности.

## Причины
Причины гибели Мараварской роты подробно проанализированы в книге «15 бригада СПЕЦНАЗ: Люди и судьбы». В редакционно-издательский совет вошли: генерал-полковник Сергей Мажитович Беков, в годы Афганской войны — военный советник, полковник Юрий Тимофеевич Старов — командир 15-й обрспн, полковник Олег Владимирович Кривопалов — начальник политотдела 15-й обрспн, полковник Александр Валентинович Мусиенко — командир группы 15-й обрспн. Данным советом были собраны воспоминания выживших участников события, а также приобщены справки из формуляра 5-го омсб. На основании всего этого в книге был опубликован подробный анализ события.
По мнению авторов книги, причинами трагедии в Мараварском ущелье послужили следующие факторы:
- Полное отсутствие боевого опыта у личного состава 5-го омсб (мнение Игоря Семёнова и Сергея Тарана — офицеров 5-го омсб)[4];
- Ошибка командира 5-го омсб майора Виктора Терентьева, проводившего рекогносцировку без соблюдения скрытности;
- Несогласованность действий майора Терентьева с командиром 2-го мсб 66-й омсбр, который мог обеспечить резервное подкрепление;
- Отсутствие взаимодействия с артиллеристами 66-й омсбр по вине майора Терентьева;
- Приказ майора Терентьева капитану Цебруку на прочёсывание н.п. Даридам, в отрыве от остальных сил батальона (мнение Сергея Тарана — офицер 5-го омсб)[4];
- Упущение в обеспечении радиосвязи в предстоящих боевых действиях, когда не были назначены и распределены запасные частоты. В результате данной ошибки с началом боя в эфир на одной частоте одновременно вышли около 20 радиостанций, которые полностью нарушили общее управление подразделениями, создав хаос.

## Последствия трагедии
Поисково-спасательная операция по поиску выживших военнослужащих натолкнулась на подготовленное и ожесточённое сопротивление противника. Большие потери 5-го омсб оказали впечатление на руководство ВС СССР. По его требованию в срочном порядке была разработана крупная войсковая операция, целью которой было уничтожение формирований афганских моджахедов в провинции Кунар.
Второй целью операции стало деблокирование дороги, соединяющей Джелалабад с городом Асадабад .

Разработкой и проведением операции занимался командующий 40-й армией генерал-лейтенант Родионов. Операция проходила в период с 19 мая по 12 июня 1985 года.